# Thiago Carpini
Thiago Carpini Barbosa (ur. 16 lipca 1984 w Valinhos) – brazylijski piłkarz występujący na pozycji defensywnego pomocnika lub środkowego obrońcy, trener piłkarski.